# Масакр у Немерсдорфу
Масакр у Немерсдорфу је био масакр цивила који су починили војници Црвене армије у касним фазама Другог светског рата. Немерсдорф (данашње Мајаковское, Калињинградска област) је било једно од првих предратних етничких немачких насеља које је пало у руке Црвене армије која је напредовала током рата. Совјетски војници су 21. октобра 1944. убили многе немачке цивиле, као и француске и белгијске заробљенике. Наводи се да су убијена оквирно 74 немачка цивила и 50 француских и белгијских ратних заробљеника.

## Инцидент
Други батаљон 25. гардијске тенковске бригаде, који је припадао 2. гардијском тенковском корпусу 11. гардијске армије, прешао је Ангерапски мост и успоставио мостобран на западној обали реке Роминте 21. октобра 1944. године. Немачке снаге су покушале да поново заузму мост, али су совјетски тенкови и пешадија за подршку одбили неколико напада. Током ваздушног напада, један број совјетских војника склонио се у импровизовани бункер који је већ заузело 14 мештана. Према сведочењу тешко повређене жене, Герде Мечулат, када је стигао совјетски официр и наредио да сви изађу, Совјети су пуцали и убили немачке цивиле из непосредне близине. Током ноћи, совјетска 25. тенковска бригада добила је наређење да се повуче преко реке и заузме одбрамбене положаје дуж Роминте. Вермахт је повратио контролу над Немерсдорфом и открио масакр.

## Доказ
Власти нацистичке Немачке организовале су међународну комисију за истрагу, на челу са Естонцем Хјалмаром Мееом и другим представницима неутралних земаља, као што су франкистичка Шпанија, Шведска и Швајцарска. Саслушала је извештај лекарске комисије, која је известила да су све мртве жене биле силоване (биле су старости од 8 до 84 године). Нацистичко Министарство пропаганде (засебно) је користило Фелкишер беобахтер и биоскопску серијуWochenschau да оптужи совјетску армију да је убила десетине цивила у Неммерсдорфу и да је по кратком поступку погубила око 50 француских и белгијских неборачких заробљеника, који су били наређени да се брине о расним коњима али је био блокиран мостом.

## Ратна пропаганда
У то време, нацистичко Министарство пропаганде је ширило детаљан опис догађаја како би дехуманизовали Совјете у очима немачких војника. На домаћем фронту, цивили су одмах реаговали, са повећањем броја добровољаца који су се придружили Волксштурму. Више цивила је, међутим, је реаговало на паничан начин и почело масовно да напушта то подручје.
За многе Немце „Немерсдорф“ је постао симбол ратних злочина које је починила Црвена армија и пример најгорег понашања у источној Немачкој.

## Поновна истрага
Након пада Совјетског Савеза 1991. године, нови извори су постали доступни и међу научницима је постало доминантно гледиште да је податке о масакру променио и заправо искористио Гебелс у покушају да изазове отпор цивила совјетској армији која је напредовала. Бернхард Фиш, у својој књизи Nemmersdorf, October 1944. What actually happened in East Prussia, закључило је да су бар неке фотографије биле ослобођене, неке жртве на фотографијама су из других источнопруских села, а озлоглашених врата штале за распеће није било чак ни у Неммерсдорфу. Поред тога, писац Јоахим Рајш, који је такође тврдио да је сведок догађаја, сматрао је да су Совјети били у Немерсдорфу на мање од четири сата тешких борби испред моста, пре него што се повукао на одбрамбене положаје.
Сер Ијан Кершо је међу историчарима који верују да су совјетске снаге починиле масакр у Немерсдорфу, али детаљи и бројеви су спорни. Немачки савезни архив садржи многе савремене извештаје и фотографије званичника нацистичке Немачке о жртвама масакра у Немерсдорфу. Крајем 20. века, Алфред де Зајас је интервјуисао бројне немачке војнике и официре који су били у области Немерсдорфа у октобру 1944. да би сазнао шта су видели. Такође је интервјуисао белгијске и француске ратне заробљенике који су били у том подручју и побегли са немачким цивилима пре совјетског напредовања. Де Зајас је те изворе уградио у две књиге: Nemesis at Potsdam и A Terrible Revenge.